# Saint-Rambert-sur-Loire
Pour les articles homonymes, voir Saint-Rambert.
Saint-Rambert-sur-Loire est une ancienne commune française, située dans le département de la Loire et l'ancienne région Rhône-Alpes.
Cette commune a accueilli un camp de prisonniers de guerre allemands, majoritairement des Alsaciens-Lorrains, lors de la Première Guerre mondiale. Le 1er février 1915, 1027 Alsaciens-Lorrains étaient dénombrés,.
Saint-Rambert-sur-Loire a été supprimée par arrêté du 19 septembre 1972, paru au Journal officiel le 1er novembre 1972 et ayant pris effet au 1er janvier 1973.
Elle a fusionné à cette occasion avec l'ancienne commune de Saint-Just-sur-Loire, formant une nouvelle commune, Saint-Just-Saint-Rambert, à laquelle a été attribué le code INSEE de l'ancienne commune de Saint-Rambert-sur-Loire : 42279.
Saint-Rambert-sur-Loire était, avant la fusion, chef-lieu de l'ancien canton de Saint-Rambert-sur-Loire (anciennement canton de Saint-Rambert) rebaptisé canton de Saint-Just-Saint-Rambert après cette fusion de communes.
Saint-Rambert-sur-Loire avait auparavant changé de nom, à une date non connue supposée entre 1882 (La France illustrée de Malte-Brun) et 1943 (codification INSEE). Son nom traditionnel était Saint-Rambert.
La ville a donné son nom aux rambertes, bateaux construits localement et destinés à faire un seul voyage "en baissant" (en aval).

## Blasonnement
Deux blasonnements sont connus :
D'argent, à une corneille de sable, becquée et membrée de gueules.
De gueules, à un chevron d'or, chargé d'une macle d'azur.